# Florian Bruns
Florian Bruns (* 21. August 1979 in Oldenburg) ist ein ehemaliger deutscher Fußballspieler und heutiger Trainer.

## Leben

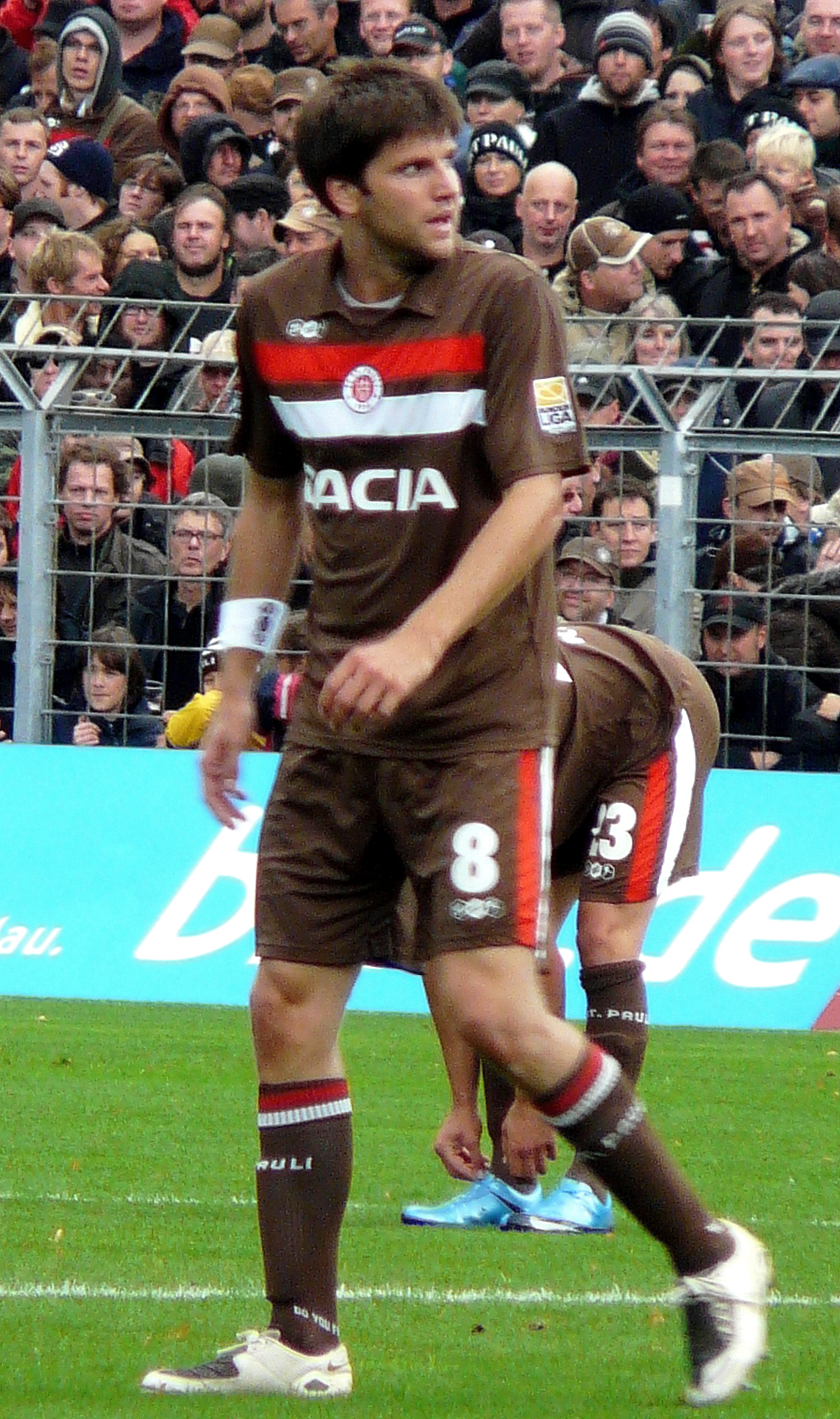
Bruns im Trikot von St. Pauli (2009)

Florian Bruns kam über die Vereine VfL Bad Zwischenahn, FC Rastede, TuS Bloherfelde und VfL Edewecht zum VfB Oldenburg.
1999 wechselte der Stürmer zum SC Freiburg in die Fußball-Bundesliga. Nach nur einem Jahr bei Freiburg wurde Bruns U21-Nationalspieler (13 Spiele zwischen 1999 und 2001, vier Tore). In der Bundesliga kam Bruns für die Freiburger 44-mal zum Einsatz, erzielte dabei aber lediglich zwei Tore.
Nach dem Abstieg der Freiburger in der Saison 2001/02 kam er in der Zweiten Liga nur noch einmal zum Einsatz, bevor er in der Winterpause der Saison 2002/03 ablösefrei zum Ligakonkurrenten 1. FC Union Berlin wechselte. Bei Union Berlin kam er insgesamt 43-mal zum Einsatz, konnte den Abstieg der Eisernen 2004 allerdings mit seinen vier Saisontoren nicht verhindern.
Daraufhin unterschrieb er vor der Saison 2004/05 einen Vertrag bei Alemannia Aachen, wo er zu Beginn einen Stammplatz innehatte und unter anderem dreimal im UEFA-Pokal zum Einsatz kam, in dem die Alemannia als Zweitligist die Gruppenphase überstand. Erst eine Verletzung ließ ihn monatelang ausfallen.
2006 wechselte Bruns zum FC St. Pauli in die Regionalliga Nord, mit dem er im darauffolgenden Jahr den Aufstieg in die 2. Bundesliga schaffte. Am 23. November 2008 bekam er in der 43. Spielminute der Zweitligapartie zwischen dem 1. FSV Mainz 05 und dem FC St. Pauli zusammen mit Miroslav Karhan vom Schiedsrichter Thomas Metzen das erste parallele Gelb (zwei gelbe Karten gleichzeitig) der Bundesligageschichte zu sehen.
In der Saison 2009/10 stieg er dann mit dem FC St. Pauli in die Bundesliga auf und spielte somit nach seiner Zeit mit dem SC Freiburg zum zweiten Mal in der Fußball-Bundesliga. Nach nur einem Jahr stand der direkte Wiederabstieg fest.
Zur Saison 2013/14 wechselte Bruns in die zweite Mannschaft des SV Werder Bremen, mit der er in der Saison 2014/15 Meister wurde und den Aufstieg in die 3. Liga schaffte. Anschließend beendete Bruns seine Karriere und wechselte in den Trainerstab von Werder Bremens zweiter Mannschaft.
Nach der Freistellung des Trainerteams um Viktor Skripnik im September 2016 wurde Bruns Trainerassistent der Bundesliga-Mannschaft von Werder Bremen. Nachdem sein auslaufender Vertrag im Sommer 2017 nicht verlängert worden war, wechselte Bruns zum SC Freiburg als Co-Trainer.

## Persönliches
Bruns belegte an der Carl von Ossietzky Universität Oldenburg den Studiengang Betriebswirtschaftslehre für Leistungssportlerinnen und Leistungssportler, den er 2015 mit dem akademischen Grad Bachelor of Arts abschloss.